# Златиборско лето
Златиборско лето је културно-туристичка манифестација, коју чини скуп различитих приредби чији су организатори различити субјекти, али све приредбе су координисане и промовисане од стране Туристичке организације Златибор, као једниствени програм.  
Догађаји у оквиру културно-забавног програма одвијају се углавном на летњој позорници на Краљевом тргу, док се неколико њих одржава у Тић пољу, Чајетини и околним селима, са основним циљем задовољења културно-забавних потреба посетилаца Златибора.